# الدوري الفنزويلي الممتاز 1994–95
الدوري الفنزويلي الممتاز 1994–95 هو الموسم 75 من الدوري الفنزويلي الممتاز. كان عدد الأندية المشاركة فيه 23، وفاز فيه نادي كاراكاس.